# Abdón (Juez de Israel)
Abdón "siervo" fue uno de los Jueces de Israel en la época que media entre la conquista de Canaán por parte de los israelitas, y la implantación de la monarquía judaica.
Proveniente del tronco de Efraín, Abdón aparece en el Libro de los Jueces 12: 13-15, donde se cita que era hijo de Hillel el piratonita.
Gobernó Israel durante ocho años, siendo el anteúltimo Juez mencionado en el libro.
Fue sucedido por Sansón.